# Copa do Mundo de Rugby Sevens de 1993
A Copa do Mundo de Rugby Sevens de 1993 foi a primeira edição realizada no estadio Murrayfield, em Edimburgo, na Escócia, em abril de 1993.
Vencedora foi a Inglaterra que  derrotou a Austrália em final.

## Participantes
| Grupo A                                                                    | Grupo B                                                                                     | Grupo C                                                                    | Grupo D                                                               |
| -------------------------------------------------------------------------- | ------------------------------------------------------------------------------------------- | -------------------------------------------------------------------------- | --------------------------------------------------------------------- |
| Grupo A - Fiji - África do Sul - País de Gales - Romênia - Japão - Letônia | Grupo B - Irlanda - Nova Zelândia - França - Coreia do Sul - Países Baixos - Estados Unidos | Grupo C - Argentina - Austrália - Escócia - Tonga - Itália - Taipé Chinesa | Grupo D - Inglaterra - Samoa - Canadá - Espanha - Namíbia - Hong Kong |

## Torneio "Bowl" (13° lugar)
|  | Semifinais | Semifinais |    |  | Final "Bowl" | Final "Bowl" |  |
|  |            |            |    |  |              |              |  |
|  |            |            |    |  |              |              |  |
|  | França     | 7          |    |  |              |              |  |
|  | Escócia    | 14         |    |  |              |              |  |
|  |            |            |    |  |              |              |  |
|  |            |            |    |  |              |              |  |
|  |            |            |    |  | Escócia      | 19           |  |
|  |            | Japão      | 33 |  |              |              |  |
|  |            |            |    |  |              |              |  |
|  |            |            |    |  |              |              |  |
|  |            |            |    |  |              |              |  |
|  |            |            |    |  |              |              |  |
|  | Japão      | 14         |    |  |              |              |  |
|  | Canadá     | 0          |    |  |              |              |  |

## Torneio "Plate" (9° lugar)
|  | Semifinais    | Semifinais |    |  | Final "Plate" | Final "Plate" |  |
|  |               |            |    |  |               |               |  |
|  |               |            |    |  |               |               |  |
|  | País de Gales | 7          |    |  |               |               |  |
|  | Espanha       | 10         |    |  |               |               |  |
|  |               |            |    |  |               |               |  |
|  |               |            |    |  |               |               |  |
|  |               |            |    |  | Espanha       | 12            |  |
|  |               | Argentina  | 19 |  |               |               |  |
|  |               |            |    |  |               |               |  |
|  |               |            |    |  |               |               |  |
|  |               |            |    |  |               |               |  |
|  |               |            |    |  |               |               |  |
|  | Argentina     | 24         |    |  |               |               |  |
|  | Coreia do Sul | 0          |    |  |               |               |  |

## Torneio Final
|  | Semifinais | Semifinais |    |  | Final     | Final |  |
|  |            |            |    |  |           |       |  |
|  |            |            |    |  |           |       |  |
|  | Irlanda    | 19         |    |  |           |       |  |
|  | Austrália  | 21         |    |  |           |       |  |
|  |            |            |    |  |           |       |  |
|  |            |            |    |  |           |       |  |
|  |            |            |    |  | Austrália | 17    |  |
|  |            | Inglaterra | 21 |  |           |       |  |
|  |            |            |    |  |           |       |  |
|  |            |            |    |  |           |       |  |
|  |            |            |    |  |           |       |  |
|  |            |            |    |  |           |       |  |
|  | Inglaterra | 21         |    |  |           |       |  |
|  | Fiji       | 7          |    |  |           |       |  |

## Campeã
| Copa do Mundo de Rugby Sevens de 1993 |
| ------------------------------------- |
| Inglaterra (1º título)                |